# Möpkenbrot

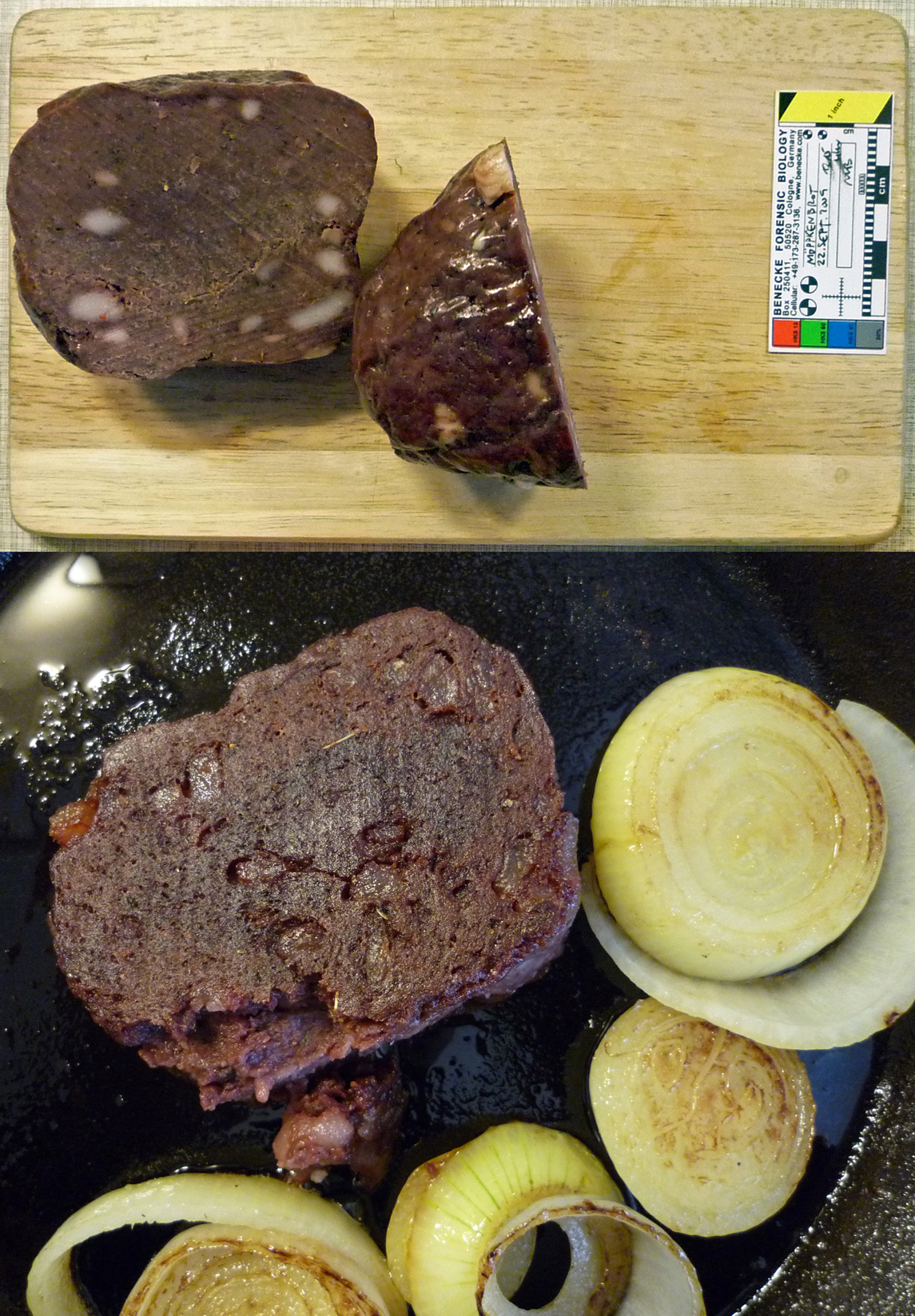
Möppkenbrot frisch aufgeschnitten (oben) und mit Zwiebeln gebraten (unten).

Möpkenbrot (auch Möppkenbrot) ist eine Kochwurst mit Getreide.
Besonders im westfälischen Land wird Möpkenbrot traditionell mit Rübenkraut gegessen.

## Zubereitung
Die Hauptzutaten sind Speck, Schweinemaske, Schweineschwarte, Schweineblut und Roggenschrot oder Weizenmehl. Zur Vorbereitung pökelt man die Masken und gart sie in Wasser. Der Speck wird klein gewürfelt und blanchiert. Im Anschluss daran zerkleinert man die noch warmen Masken mit den Schwarten, dem Blut und Zwiebeln zu einem feinen Brei. Die Speckwürfel würzt man typischerweise mit Nitritpökelsalz, Pfeffer, Gewürznelken, Piment, Muskat und Majoran und hebt sie unter den Brei. Zum Abschluss bindet man diesen mit dem Mehl bzw. Schrot und formt die Masse zu Kugeln bzw. Laiben ähnlich von Brot. Diese werden in heißem Wasser gegart und vor dem Verzehr abgekühlt.
Möpkenbrot wird in der Regel in zwei Varianten angeboten, mit und ohne Rosinen.

## Wöpkenbrot
Die ostwestfälische Variante, Wöpkenbrot genannt, wird mit Schrot zubereitet und ist daher als Variante des westfälischen Panhas zu betrachten. Wöpkenbrot wird oftmals zusammen mit Stippgrütze serviert.

## Ähnliche Produkte
- Westfälische Beutelwurst
- Westfälischer Panhas
- Bremer Knipp
- Tollatsch